# 공상불해
공상불해(公上不害, ? ~ 기원전 194년)는 전한 초기의 관료이다. 개국공신 서열 123위로 급후(汲侯)에 봉해졌다.

## 행적
고제 6년(기원전 201년), 태복에 임명되었다.
고제 10년(기원전 197년) 8월 경신일, 태복 겸 행정위사(行廷尉事) 공상불해는 호령(胡令) 상(狀)·호승(胡丞) 희(憙)로부터 보고받은 임치의 옥사(獄史) 난(闌)에 대한 논죄를 심리하여, 난을 경형·성단용에 처하고, 나머지는 보고서대로 치죄하라고 호색부(胡嗇夫)를 통해 명하였다.
고제 11년(기원전 196년), 진희의 반란 진압에 종군하였고, 그 동안의 공적을 인정받아 급후에 봉해지고 식읍 1,200호를 받았으며, 이후 조나라의 태부가 되었다.
혜제 원년(기원전 194년)에 죽으니 시호를 종(終)이라 하였고, 아들 공상무가 작위를 이었다.

## 출전
- 사마천, 《사기》 권18 고조공신후자연표
- 반고, 《한서》 권19하 백관공경표 下